# Biserica de lemn din Fălticeni
Biserica de lemn „Sfântul Gheorghe” din Fălticeni, cunoscută și ca Biserica de lemn din Buciumeni, este un lăcaș de cult ortodox construit în secolul al XVIII-lea în satul Buciumeni (astăzi cartier aflat în partea de vest a municipiului Fălticeni din județul Suceava). Edificiul religios se află localizat pe Strada Dumbrava Minunată nr. 17, făcând parte din cadrul Mănăstirii Buciumeni. El este înconjurat de cimitirul fostului sat Buciumeni și are hramul Sfântul Gheorghe, sărbătorit la data de 23 aprilie.
Biserica de lemn din Fălticeni a fost inclusă pe Lista monumentelor istorice din județul Suceava din anul 2015 la numărul 254, având codul de clasificare  SV-II-m-B-05535.

## Istoricul localității
Prima atestare a satului Buciumeni datează dintr-un uric scris în limba slavonă la 16 februarie 1424, prin care domnitorul Alexandru cel Bun (1400-1432) a donat satul Buciumeni lui Popa Iuga pentru faptul că acesta l-a slujit cu credință. În acest document scria următoarele: „Din mila lui Dumnezeu, noi Alexandru Voievod, domn al Țării Moldovei. Facem cunoscut cu această carte a noastră celor ce o vor vedea sau o vor auzi cetindu-se că acest adevărat popa Iuga ne-a slujit nouă credincios. De aceea noi, văzând dreapta și credincioasa lui slujbă către noi, l-am miluit cu deosebita noastră milă și i-am dat în țara noastră un sat lângă Baia, anume Buciumeni (...). Iar hotarul acestui sat începând (...) până la pârâul ce merge la Radeșani, lângă Stăniga”. Acest uric se află în prezent la Complexul Muzeal Bucovina din Suceava. După tradiție, numele satului provine de la faptul că de aici se transmiteau semnale cu buciumul pentru a fi auzite la Baia, care pe atunci era reședință domnească.
La 29 iulie 1428, Alexandru cel Bun a întărit lui Nan (fratele lui Popa Iuga) ocina sa și anume satele Buciumeni și Stănigeni. Apoi, la 15 martie 1490, vistiernicul Isac a cumpărat satul Buciumeni cu 120 de zloți tătărești de la Marușca, fata logofătului Mihu și nepoata popii Iuga.
O lungă perioadă, satul Buciumeni din ținutul Șomuzului a fost sat de răzeși. La 29 august 1792 are loc măsurătoarea și împărțeala moșiei Buciumeni, alegându-se partea fiecărui răzeș, precum și acele cumpărate de comisul Constantin Ureche de la răzeșii din Buciumeni. În anul 1835 satul Buciumeni număra 39 de gospodării. Apoi, în anul 1850, satul aparținea logofătului Dimitrie Cantacuzino-Pașcanu. Ulterior, satul a devenit cartier al orașului Fălticeni. La 15 martie 1966, așezarea Buciumeni număra 66 de gospodării, 62 de locuințe și 205 locuitori.
Satul Buciumeni a reprezentat un loc de recreere și de inspirație pentru prozatorul Mihail Sadoveanu (1880-1961), pictorul Șvaițer Cumpăna (care a pictat biserica de la Buciumeni, tablou despre care se presupune că ar exista la moștenitoarele lui Ion Dragoslav) sau scriitorul Ion Dragoslav (autorul unei lucrări intitulate „Bisericuța din Buciumeni”). În fostul sat Buciumeni se află pădurea „Dumbrava Minunată”, cunoscută din scrierile lui Mihail Sadoveanu. Pădurea „Dumbrava Minunată” a fost locul de promenadă al multor personalități fălticenene cum ar fi Aurel Diaconescu (care a realizat și donat trei picturi bisericii de lemn de la Buciumeni), Anton Holban, Aurel George Stino, profesorul Botez sau pictorul Aurel Băeșu.

## Istoricul bisericii
Nu se cunoaște anul exact când a fost construită biserica de lemn din Buciumeni. Se presupune că aceasta ar fi fost clădită în secolul al XVIII-lea, această datare fiind recunoscută de marea majoritate a istoricilor. Cert este că până atunci nu există însemnări despre biserică. În anul 1786, răzeșii satului Buciumeni i-au dat protopopului Andrei Pascal o mărturie. Acesta este considerat ctitor al bisericii. Pe o icoană a Mântuitorului se află o inscripție în limba slavonă care conține anul 1789, an când biserica era deja construită. Conform inscripției, acea icoană „s-a făcut cu toată cheltuiala preotului Gavril să fie pentru iertarea păcatelor”.
În lucrarea sa, „Repertoriul bibliografic al monumentelor medievale din Moldova” (1974), profesorul Nicolae Stoicescu scrie că biserica de lemn din Buciumeni ar fi fost construită în perioada 1700-1706 și reparată în 1824. Conform statisticii fiscale din 1831, pe moșia Buciumeni se aflau în slujbă preoții: Teodor, Gheorghe, Constantin, dascălul Vasile a lui Ștefan Chitic. În anul 1850, are loc prima menționare documentară a bisericii din Buciumeni, la care slujeau pe atunci doi preoți și doi dascăli.
Conform unei inscripții de deasupra ușii bisericii, răzeșii localnici au reparat biserica în 1884. Noi lucrări de reparații au fost făcute în anul 1892; atunci s-au lărgit ferestrele și s-a văruit lăcașul de cult.
Istoricul Gheorghe Ghibănescu preciza că biserica veche de la Buciumeni era ruinată în 1908. Din cauza stării avansate de degradare, lăcașul de cult a stat închis în perioada 1912-1930. După Primul Război Mondial, cu sprijinul financiar al Comisiei Monumentelor Istorice, al Casei Bisericii și al enoriașilor fălticeneni, s-au efectuat reparații capitale și s-a înfrumusețat lăcașul de cult, fără a i se schimba forma și dimensiunile. După finalizarea acestor lucrări, biserica a fost sfințită la 9 iunie 1930 de către protoiereul de Fălticeni, preot iconom stavrofor E.V. Grigorescu, înconjurat de un sobor de preoți și diaconi de la Biserica „Adormirea Maicii Domnului” din Fălticeni.
Cu acest prilej, pe peretele estic al pridvorului s-a amplasat o pisanie pe care s-au înscris următoarele:
„INSCRIPȚIE
Această biserică monument istoric cu hramul Sf. Mucenic Gheorghe clădită din lemn de pe loc prin anul 1765 de protopopul Andrei, prestrăbunul familiei Diaconescu (Diaconu) și de răzeșul Michinda. S'a restaurat de răzeșii localnici la 1884 decembrie și satului vecin Stăingeni (Stînigeni), azi desființat. În anul 1892 s'a văruit și s'au mărit ferestrele cum se văd azi cu cheltuiala locuitorilor fiind epitrop Ion Iordache Buciuceanu.
Dete(rio)rându-se, biserica a stat închisă din 1912 până azi 9 iunie 1930, ziua Sf. Treimi, când în urma unor înfrumusețări și reparații aproape radicale, neschimbându'i'se forma și mărimea s'a înoit de către P.C. protoiereu și vicar V. Grigorescu, ic. stv., cu soborul de preoți și diaconul catedralei Adormirea.
Cheltuelile a fost suportate de enoriașii Primăriei orașului și Comisia Monumentelor Istorice, Casa Bisericii și alți bine făcători creștini.
Inițiatorii și ostenitorii acestei reparații sunt: Gavril V. Diaconescu, Ion Alistar, V. Ciurea, V. Costăchescu, Ion Dragoslav, Ion Diaconescu, frații Gh. și C. Bălașa, C. Băeșu, I.V. Ion, Gh. Blănaru, P.I. Nemțanu. S'a redat cultului pr. C. Zaharescu. După uricul din 16 februarie 1424 dat din Suceava fraților Popa Iuga și Nanu de aici de loc de către voevodul Alexandru cel Bun vechimea satului Buciumeni este mai mare decât a orașului Fălticeni. Scurea (...) epitropii actuali: D.P. Ocrasim, N. Ciociu, Gh. G. Grămadă.”.

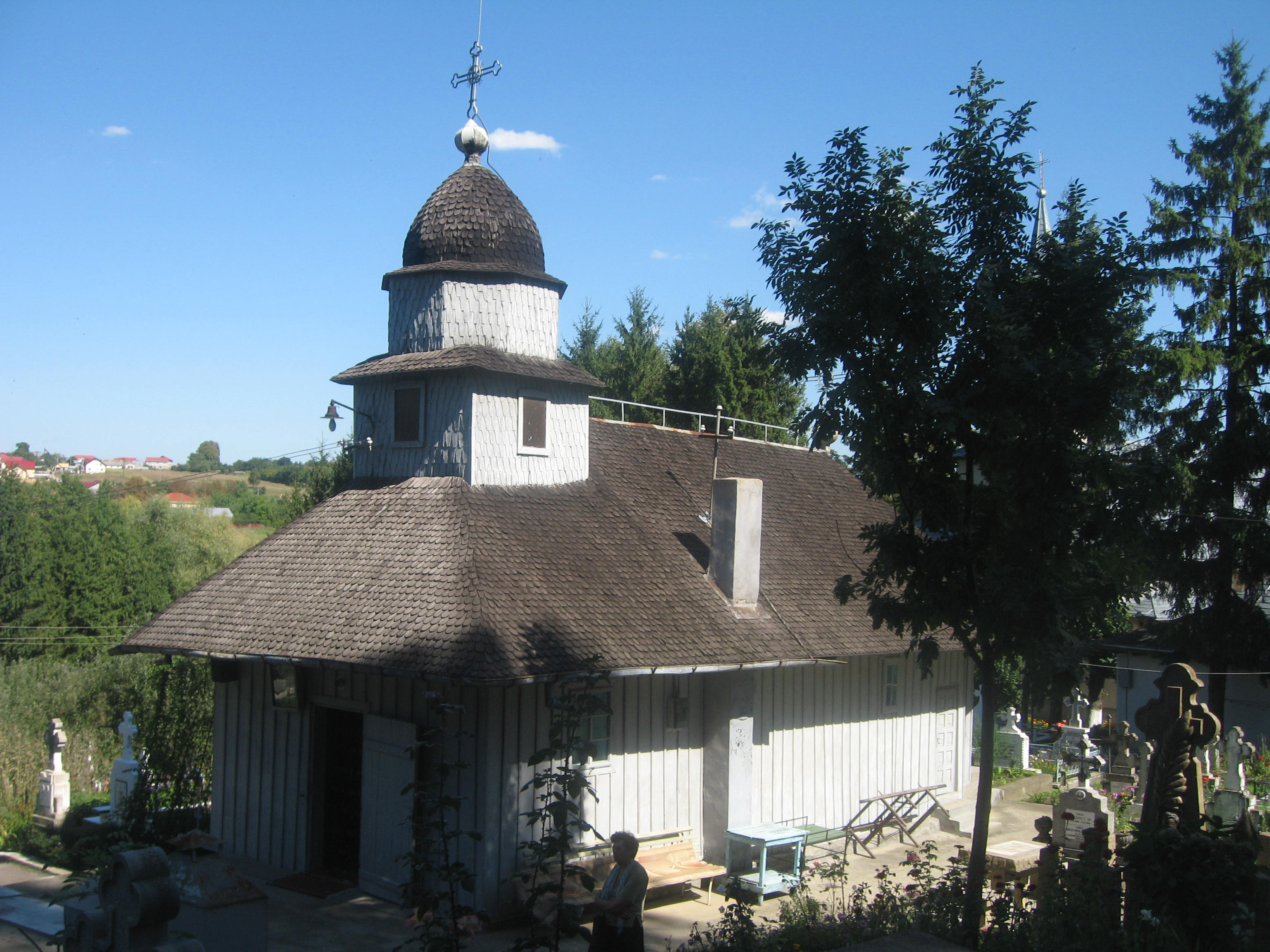
Biserica de lemn din Buciumeni-Fălticeni

Pereții exteriori au fost căptușiți ulterior cu scânduri vopsite în culoarea albastru deschis.
Inițiativa înființării unui schit la Buciumeni i-a aparținut în 1993 preotului Gheorghe Brădățeanu, consilier administrativ al Arhiepiscopiei Sucevei și Rădăuților. Prin hotărârea Arhiepiscopiei Sucevei și Rădăuților, s-a înființat la 18 mai 1994 un schit de maici la Buciumeni. La 1 septembrie 1998, Arhiepiscopia a ridicat Schitul Buciumeni la rang de mănăstire, aceasta având în prezent o obște formată din 20 de călugărițe.
După redeschiderea mănăstirii, s-au construit câteva corpuri de chilii, împreună cu toate dependințele necesare: bucătărie, trapeză, magazie, precum și o nouă biserică. Lucrările de construcție ale noii biserici au fost începute 4 august 2002, iar la 1 decembrie 2002 au fost sfințite crucile de pe acoperiș. În vara anului 2005, Consiliul Local al municipiului Fălticeni a aprobat atribuirea către mănăstire în folosință gratuită a unei suprafețe de 2.73 hectare, în care intra și mica pădure „Dumbrava Minunată”. Aflată în proprietate publică, pădurea sus-menționată era în pericol de dispariție ca urmare a defrișărilor necontrolate. Noul lăcaș de cult a fost sfințit la 28 august 2005 de către arhiepiscopul Pimen Zainea.
În perioada 2008-2011, în incinta mănăstirii a fost construit un cămin de bătrâni, cu binecuvântarea arhiepiscopului Pimen Zainea și sub îndrumarea maicii starețe Maria Mălăescu. Căminul de bătrâni din incinta Mănăstirii „Sfântul Gheorghe”-Buciumeni a fost sfințit la 18 august 2011 de către arhiepiscopul Pimen, înconjurat de un sobor de preoți și diaconi. La acest eveniment au participat numeroși credincioși, primarul Vasile Tofan, consilieri locali și persoane care au contribuit financiar la ridicarea acestui așezământ. Căminul poate adăposti un număr de 50 de bătrâni.

## Arhitectura bisericii
Biserica „Sfântul Gheorghe” din Fălticeni este construită din bârne de lemn, pe fundație de beton. Ea are formă dreptunghiulară, cu absida altarului de formă poligonală și cu o turlă de formă pătrată, deasupra pridvorului. Pereții exteriori sunt căptușiți cu scânduri vopsite în culoarea albastru deschis. Acoperișul bisericii și cel al turlei sunt din draniță.
Interiorul lăcașului de cult este luminat prin 7 ferestre: una în axul absidei altarului, câte două ferestre pe pereții laterali (sudic și nordic) ai naosului și câte una pe pereții laterali ai pridvorului. Toate ferestrele sunt duble, dreptunghiulare și prevăzute cu gratii metalice.
În interior, lăcașul de cult este împărțit în trei încăperi: pridvor închis, naos și altar. Edificiul nu are pronaos. Ușile de intrare în pridvor și în naos sunt simple, cu un singur canat. Pardoseala este realizată din scândură. Naosul este separat de altar printr-o catapeteasmă din lemn sculptat. Absida altarului are formă poligonală, fiind decroșată față de restul construcției. Prin dispunerea avansată a catapetesmei, au fost organizate cele două nișe: proscomidiarul și diaconiconul.
Pereții bisericii nu sunt pictați, ci împodobiți cu icoane atârnate pe pereți.

## Biserica de lemn din Buciumeni în literatura română
Scriitorul fălticenean Ion Dragoslav (1875-1928) a copilărit în aceste locuri. În povestirea „Furtună” (1912), el își începe relatarea cu următoarea descriere: „Deasupra târgului nostru, spre sfințit, pe un deal e o biserică de lemn, a satului Buciumeni, făcută de un popă de pe vremuri, încunjurată de copaci, un fel de crâng singuratec, întrucât, din târg până acolo se fac numai ogoare și deacolo în sus iar, – azi locuri de arătură care câteodată când îs toloace pentru stâni, când popușoiști, când pâne albă și ovese. Pe locurile astea, cum v'am mai spus, mi-am perdut cei mai frumoși ani ai copilăriei mele, jucându-mă cu băeți și prietenii mei.” Autorul relatează o întâmplare auzită pe când era copil și se juca pe dealul Buciumenilor. Văzând într-o seară de toamnă un foc pe un dâmb, în hotarul târgului, ceata de copii (din care făcea parte și autorul) se îndreaptă într-acolo și îl zăresc pe moș George Furtună din Buciumeni, încălzindu-se la un foc în timp ce păștea niște vaci. Moșul le povestește cum a scăpat el de cătănie, fugind de la Stupca din Bucovina și trecând clandestin granița în România, împreună cu o fată orfană pe care o cunoscuse pe drum și cu care se căsătorise.

## Imagini

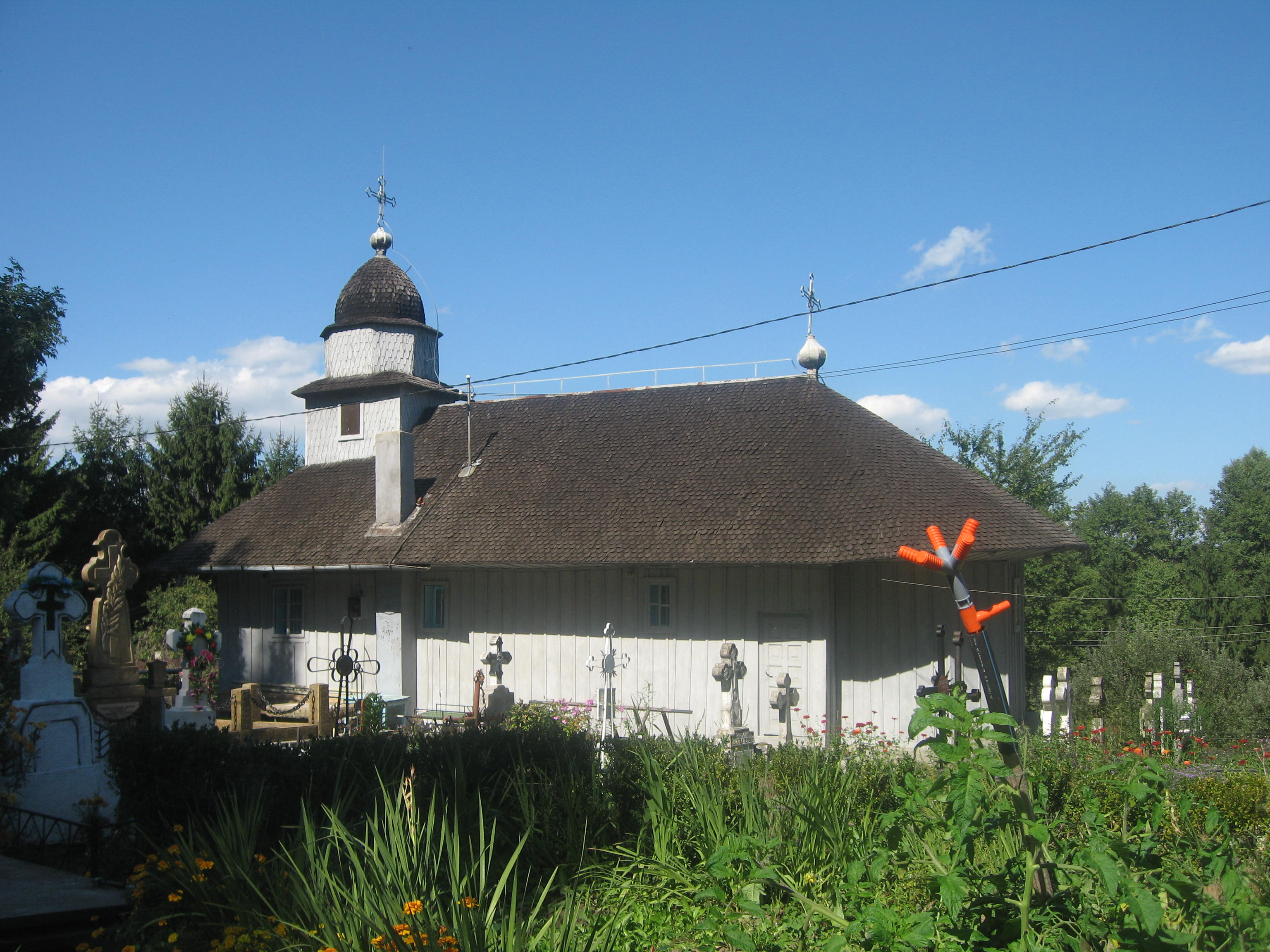
Biserica pe latura sudică
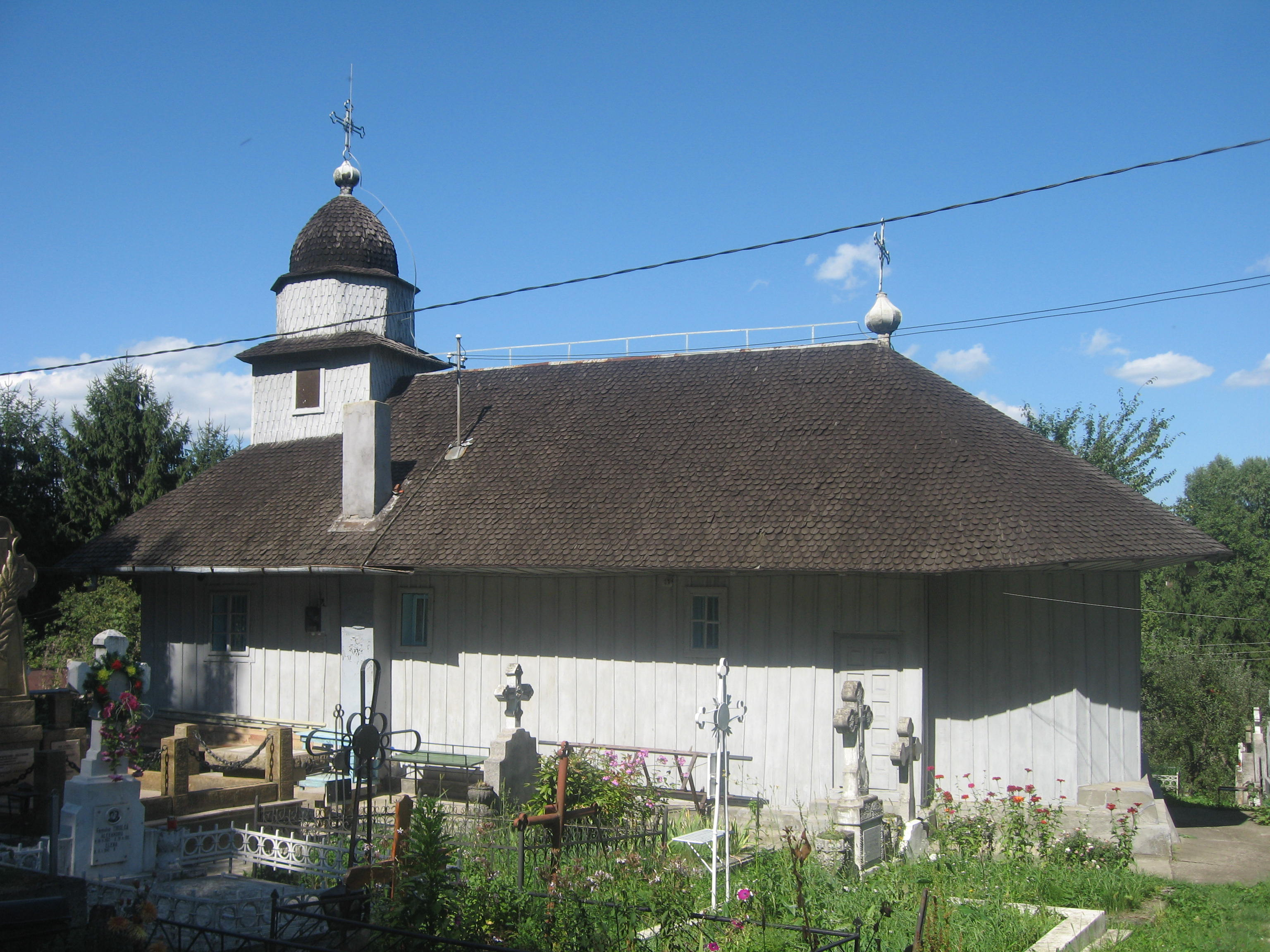
Biserica pe latura sudică
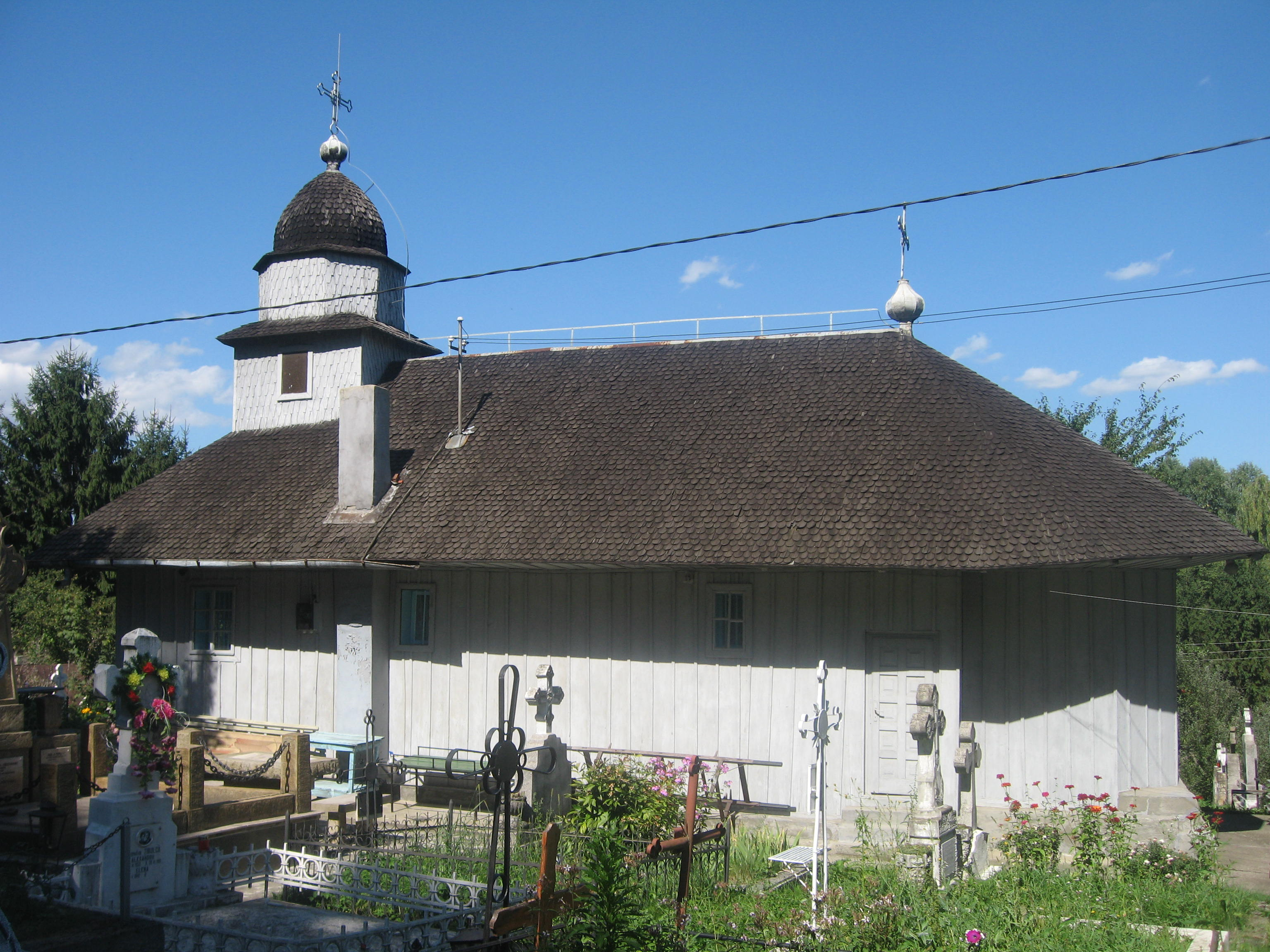
Biserica pe latura sudică
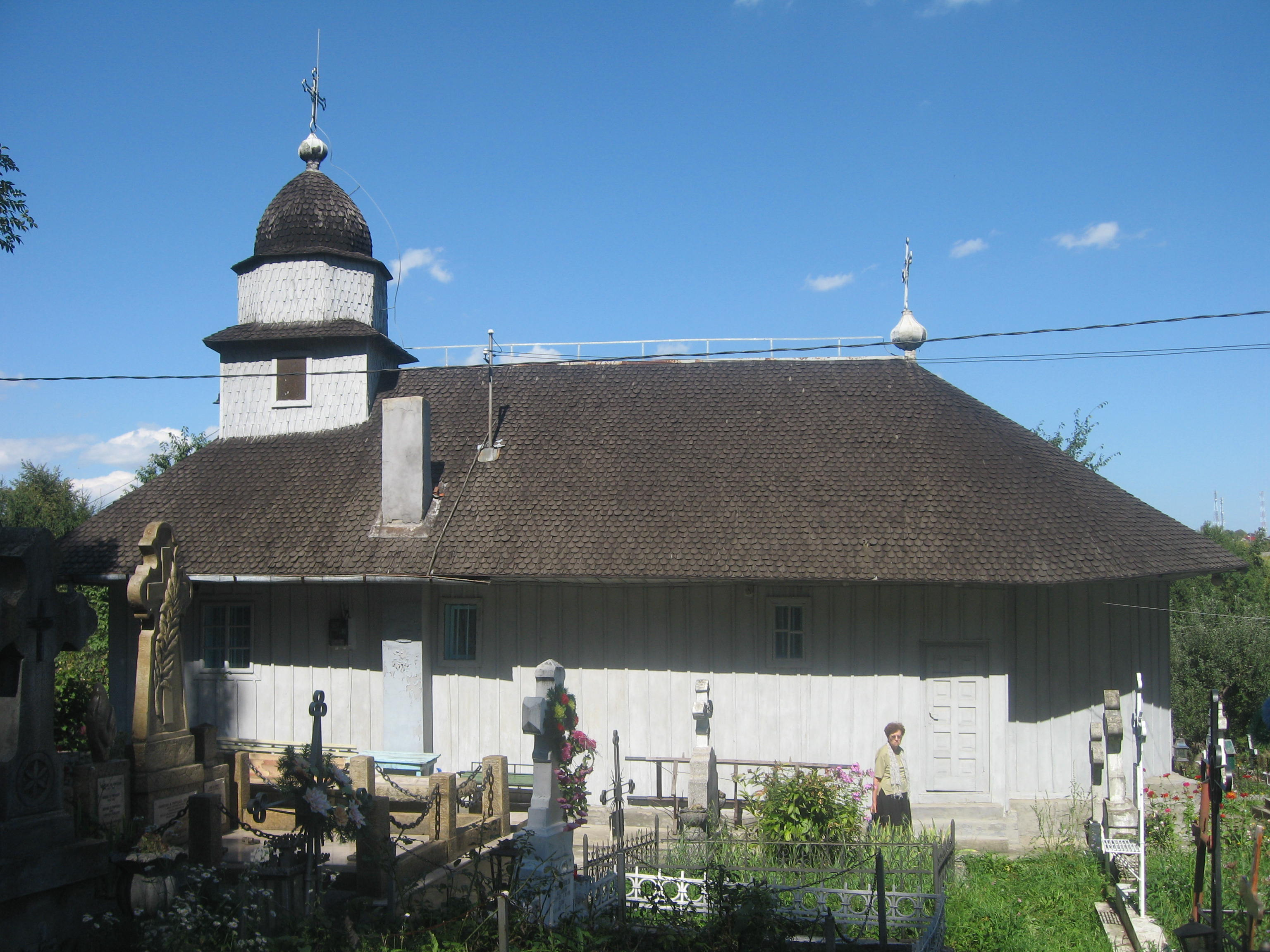
Biserica pe latura sudică
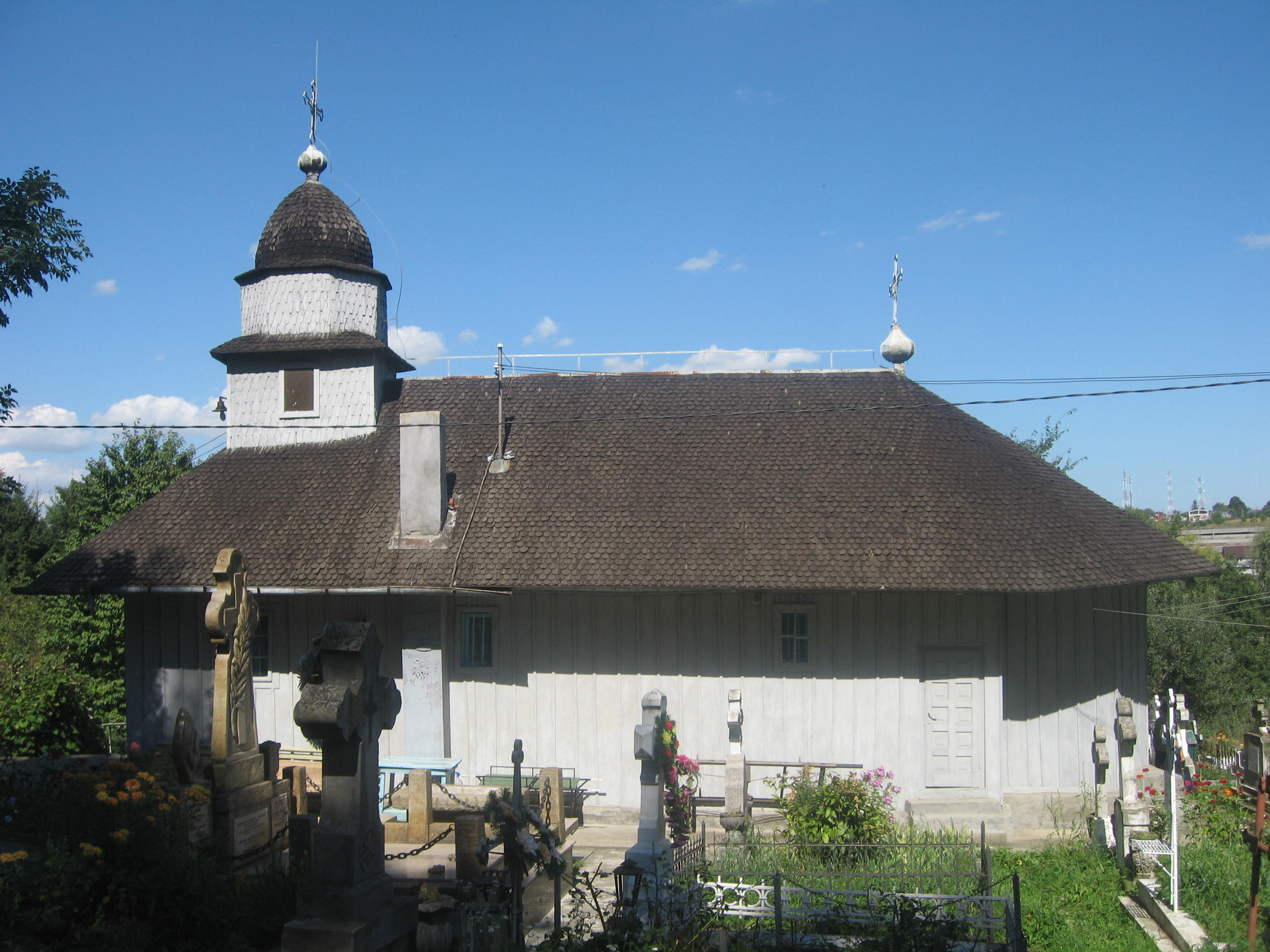
Biserica pe latura sudică
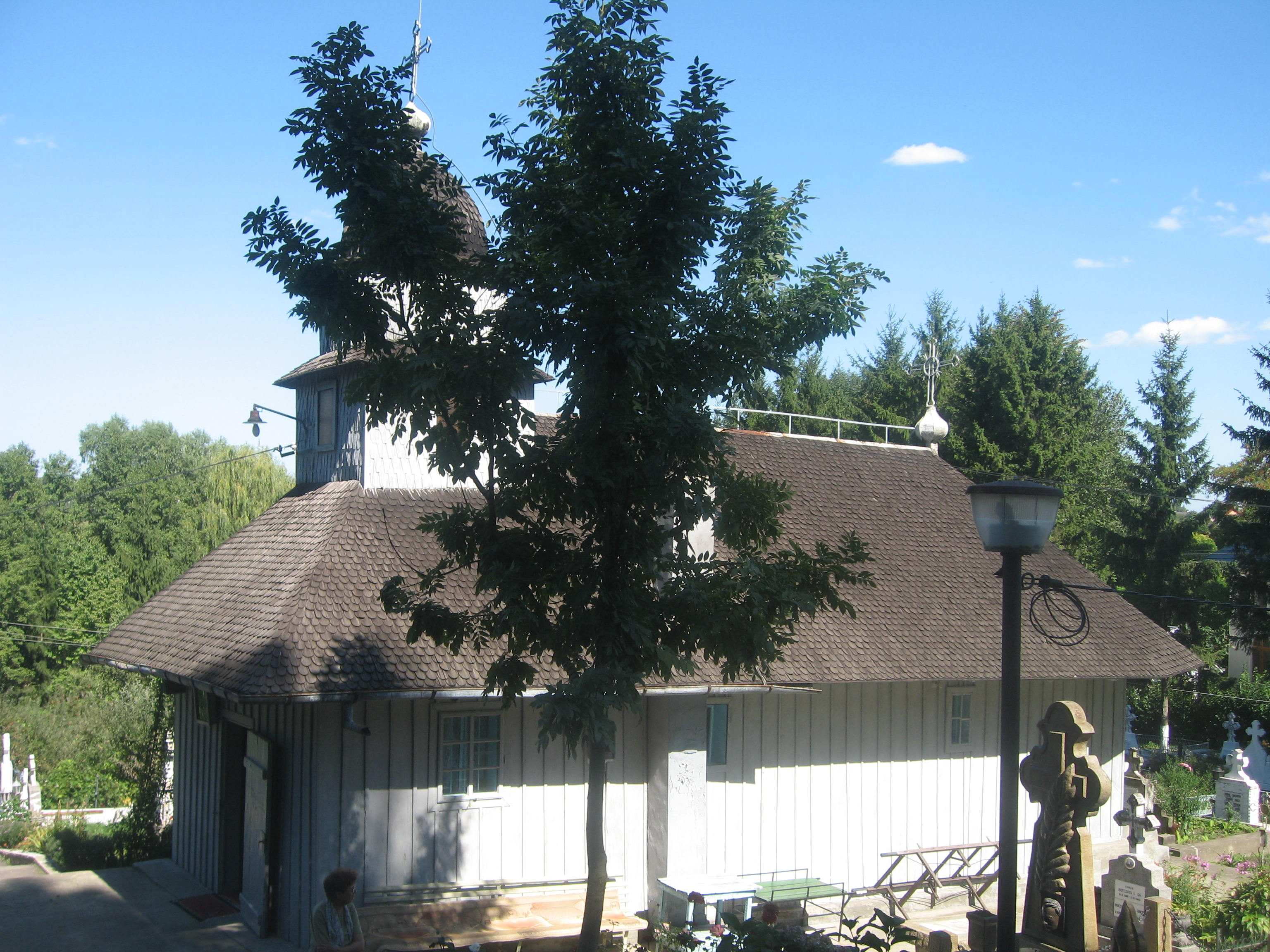
Biserica pe latura sud-vestică
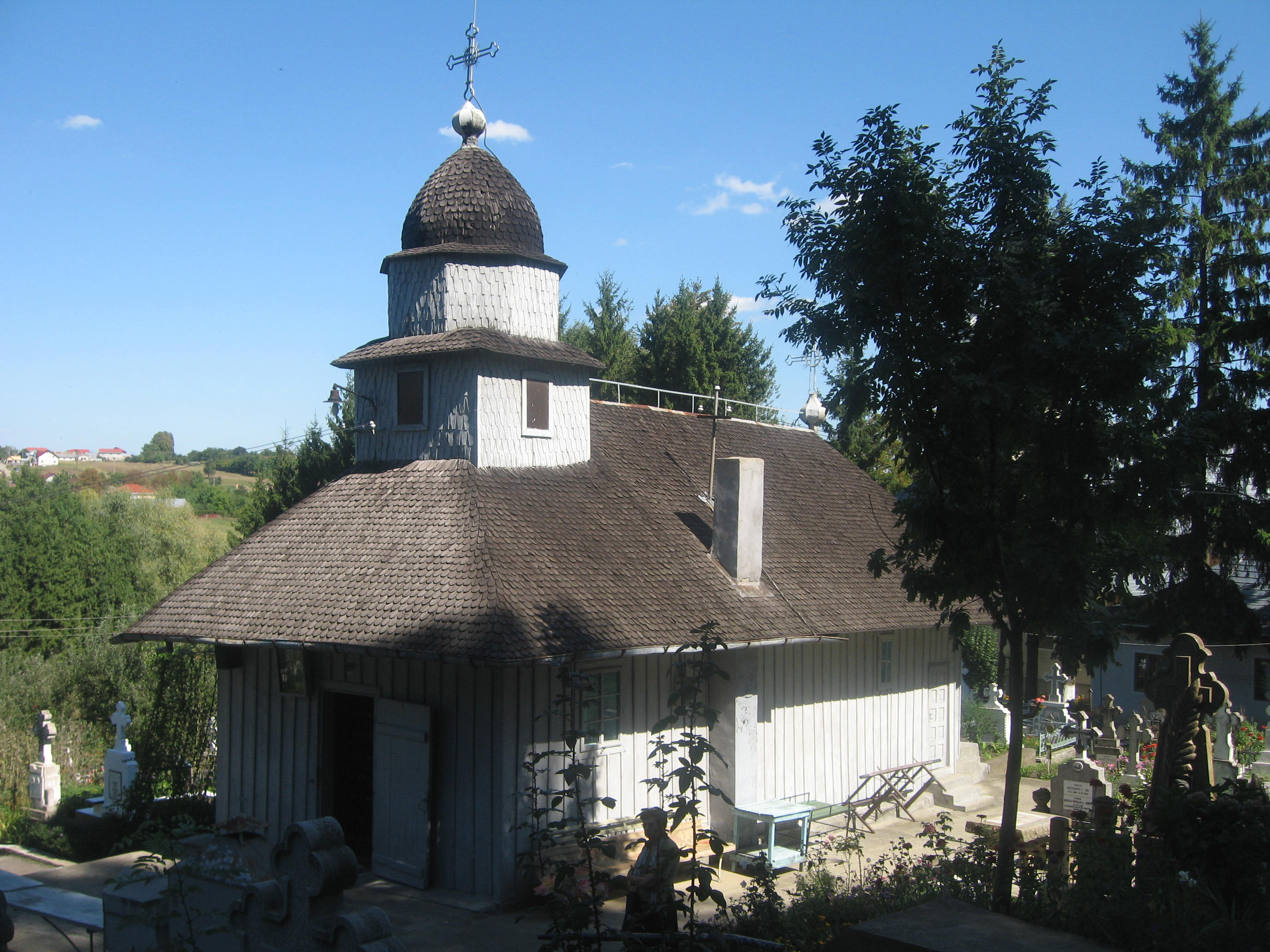
Biserica pe latura sud-vestică
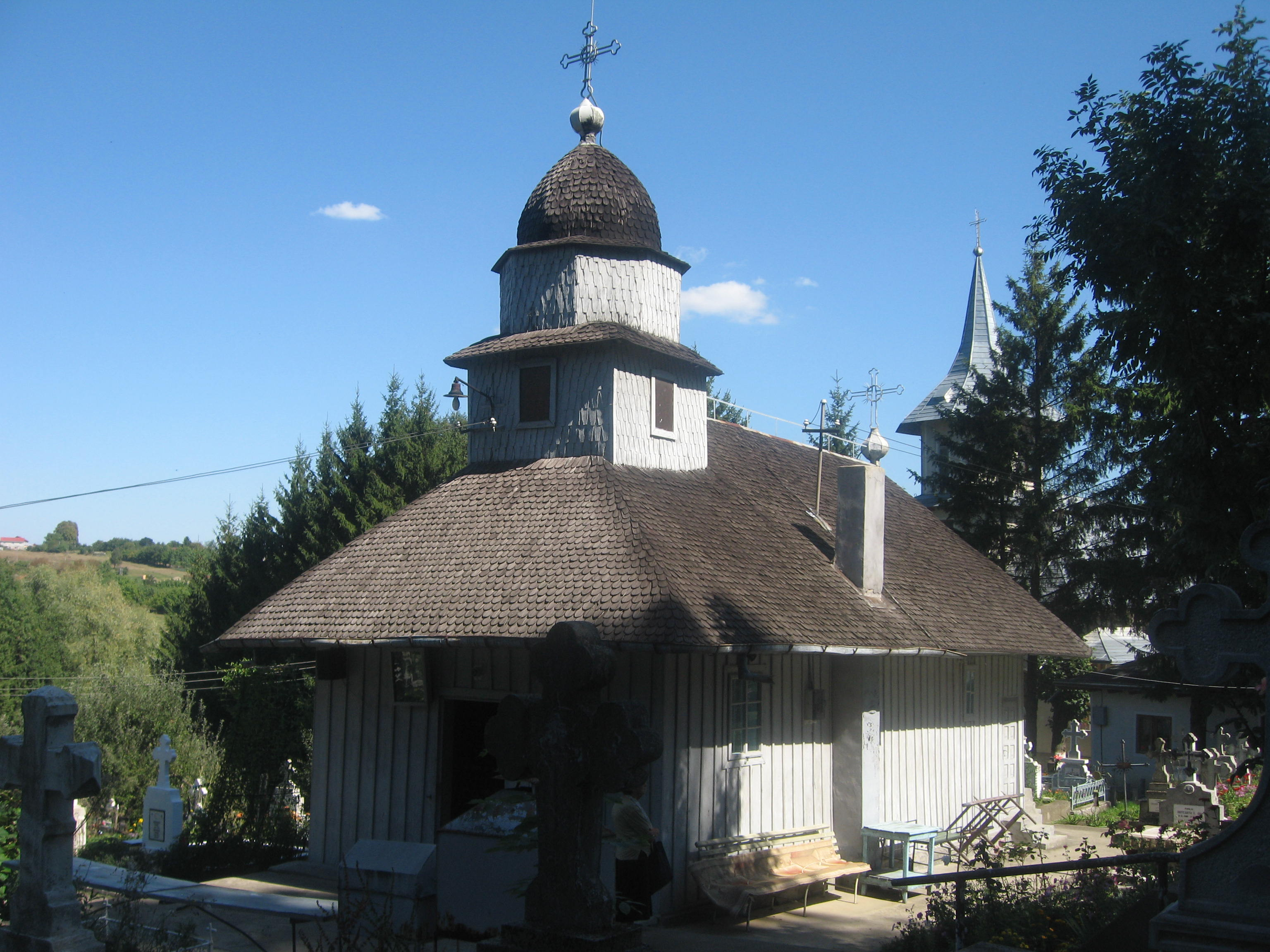
Biserica pe latura sud-vestică
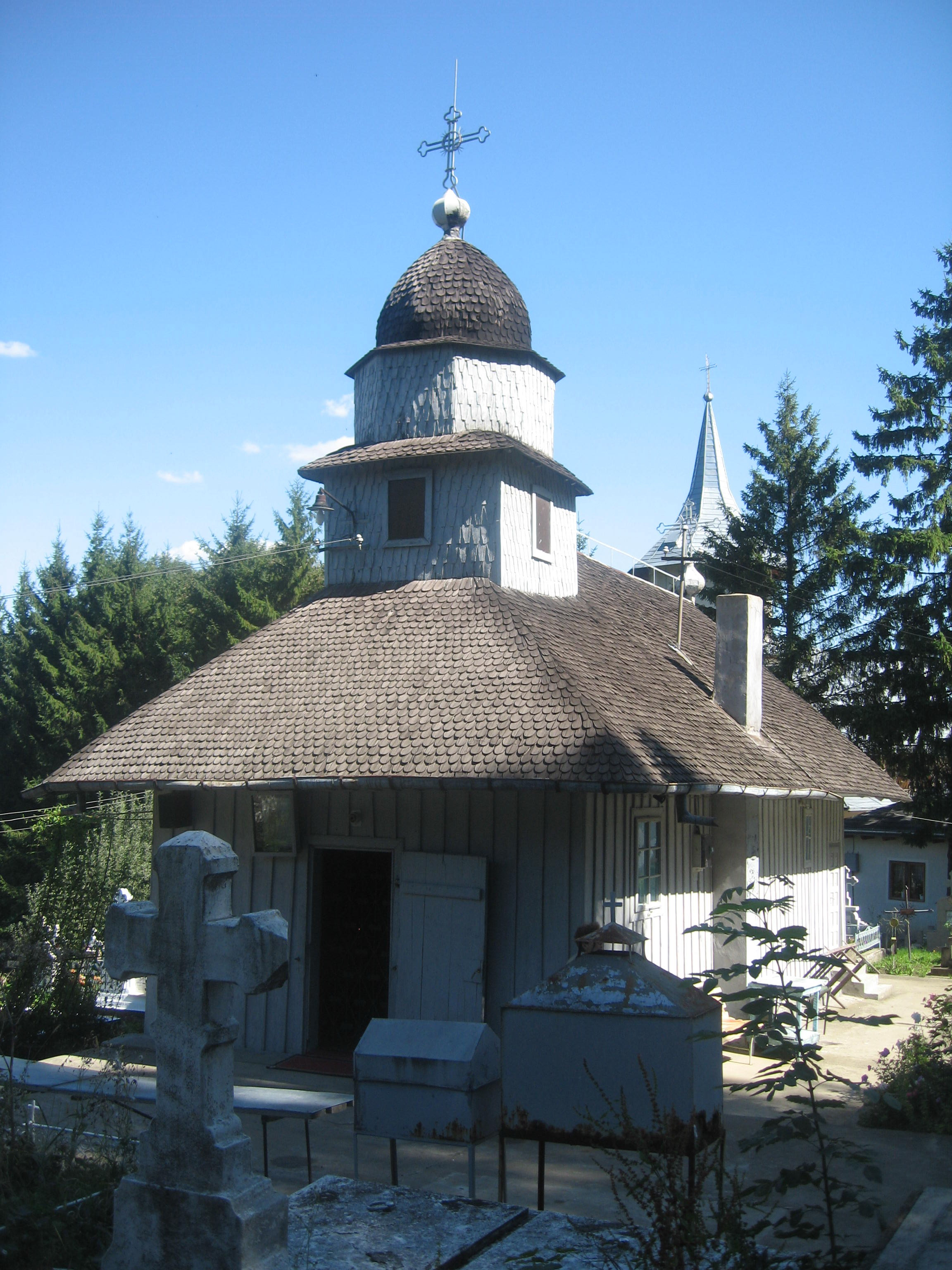
Biserica pe latura sud-vestică
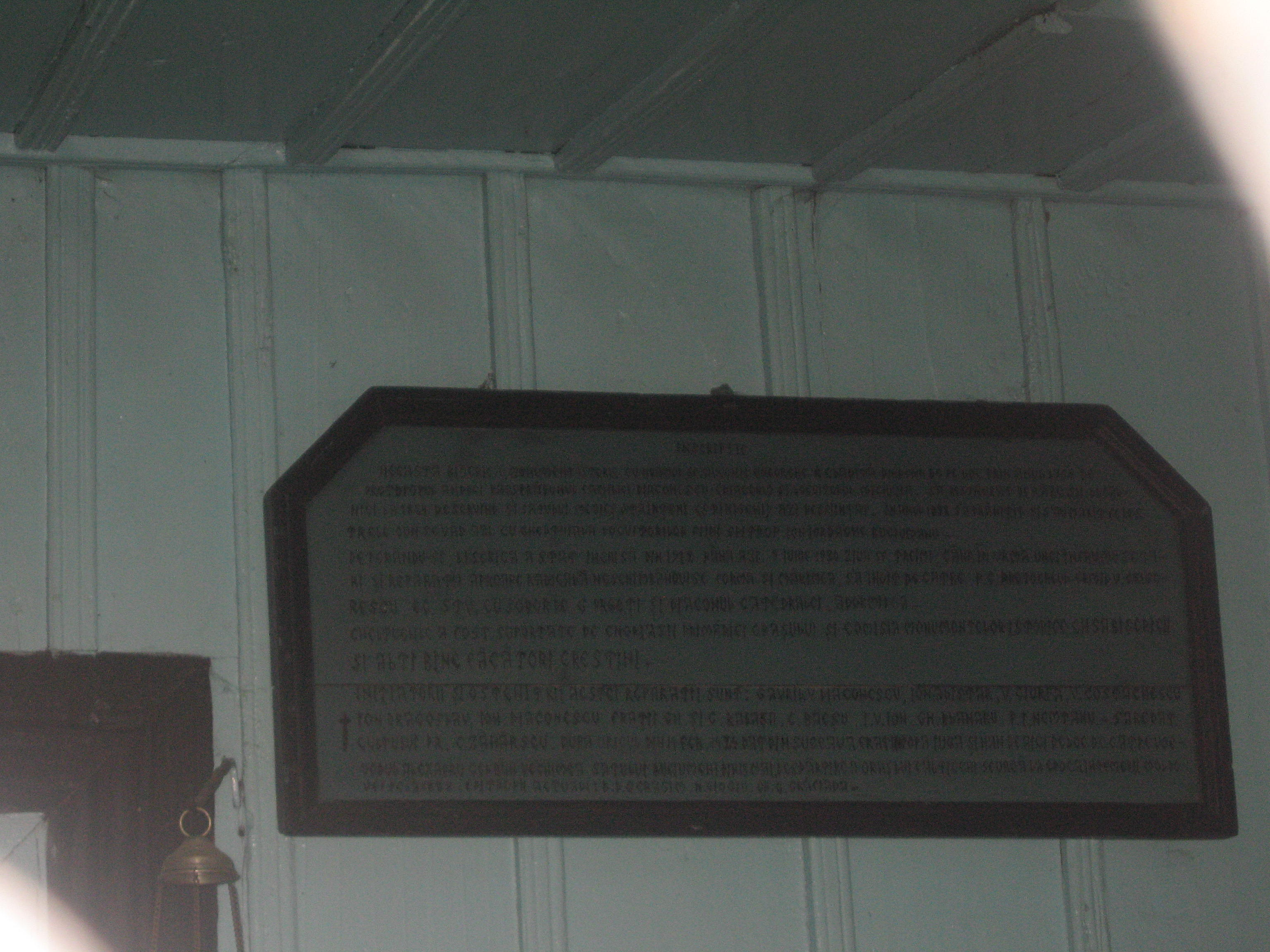
Pisania bisericii